# Cassius Chaerea
Cassius Chaerea (i. e. ? – 41) magas rangú  katonatiszt, Caligula császár testőrparancsnoka.
Ismeretes, hogy a későbbi császárt már annak gyermekkorában is oltalmazta, amikor Caligula apja, Germanicus a gyermek katonás nevelése miatt egy ideig katonák és tábori körülmények közt neveltette. Chaerea a hátán hordta a kis Caligulát. Ő gyilkolta meg 41-ben az időközben őrültté lett császárt, megelégelve ámokfutását. A következő császár, Claudius első cselekedete volt, hogy Cassius Chaerea tribunust kivégeztette.